# Grassholme Reservoir
Grassholme Reservoir är en reservoar i Storbritannien.   Den ligger i kommunen Durham i riksdelen England, i den centrala delen av landet, 400 km norr om huvudstaden London. Grassholme Reservoir ligger 274 meter över havet.